# Betschwanden
Betschwanden is een plaats en voormalige gemeente in het Zwitserse kanton Glarus, en maakt sinds 1 januari 2011 deel uit van de gemeente Glarus Süd.

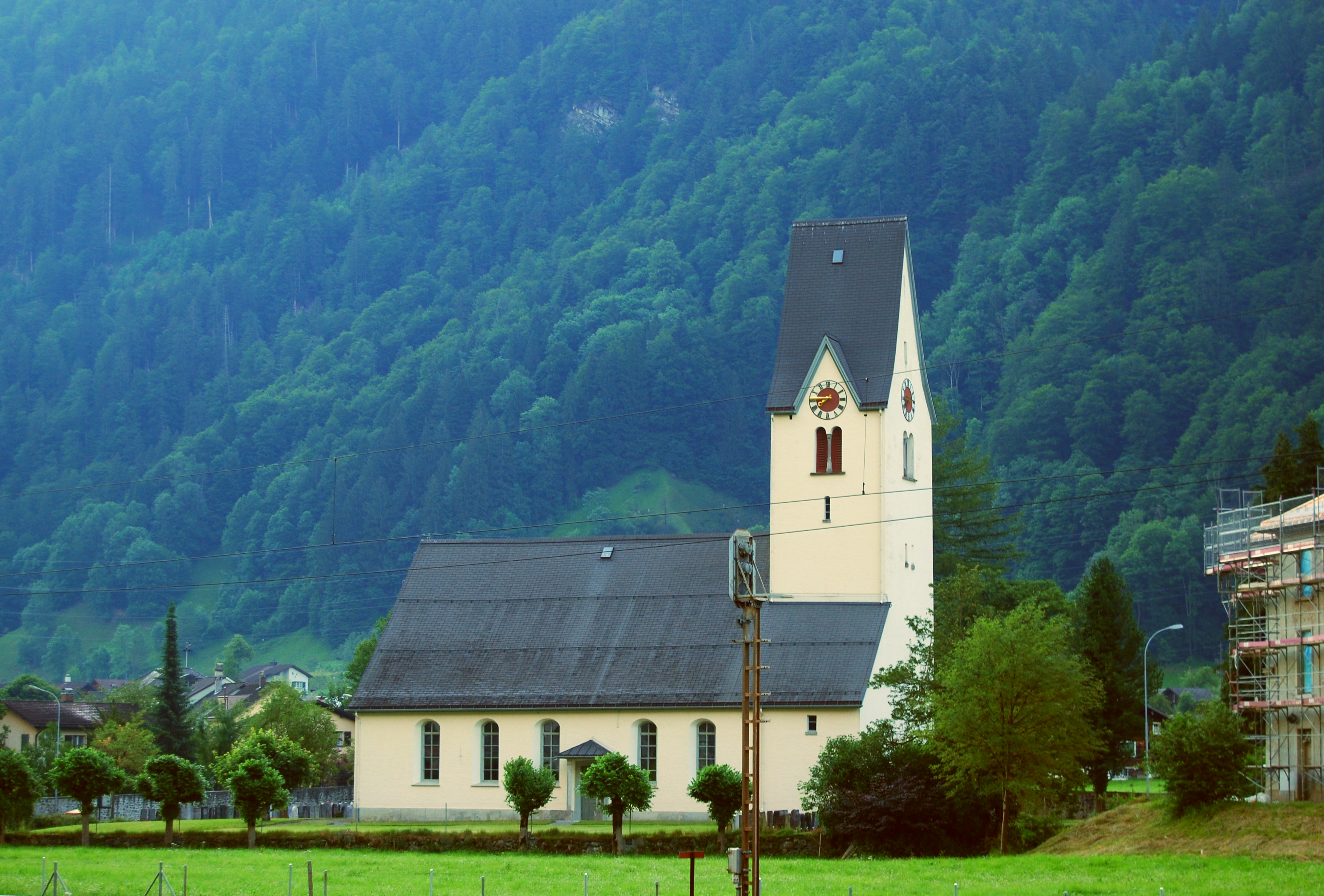
Betschwanden

- Historisch woordenboek van Zwitserland: 000758
- Virtual International Authority File: 7666156619132028780000